# Пло (кантон)
Пло́ (фр. Pleaux) — кантон во Франции, находится в регионе Овернь, департамент Канталь. Входит в состав округа Морьяк.
Код INSEE кантона — 1514. Всего в кантон Пло входят 8 коммун, из них главной коммуной является Пло.

## Коммуны кантона
| Коммуна            | Население, чел. (1999) | Почтовый индекс | Код INSEE |
| ------------------ | ---------------------- | --------------- | --------- |
| Алли               | 700                    | 15700           | 15003     |
| Баррьяк-ле-Боске   | 187                    | 15700           | 15018     |
| Бражак             | 67                     | 15700           | 15024     |
| Пло                | 1 823                  | 15700           | 15153     |
| Сен-Мартен-Кантале | 185                    | 15140           | 15200     |
| Сент-Элали         | 219                    | 15140           | 15186     |
| Шоснак             | 232                    | 15700           | 15046     |
| Эскорай            | 78                     | 15700           | 15064     |

## Население
Население кантона на 1999 год составляло 3 491 человек.
| 1962  | 1968  | 1975  | 1982  | 1990  | 1999  | 2006 | 2007 |
| ----- | ----- | ----- | ----- | ----- | ----- | ---- | ---- |
| 4 894 | 5 370 | 4 852 | 4 303 | 3 862 | 3 491 | —    | —    |